# Ansar al-Scharia (Tunesien)
Ansar al-Scharia (arabisch أنصار الشريعة, DMG Anṣār aš-Šarīʿa ‚Anhänger des islamischen Rechts‘), auch Ansar al Scharia in Tunesien (AST) ist eine salafistische Organisation in Tunesien.
Ansar al-Scharia wurde im Zuge der Revolution in Tunesien im April 2011 gegründet. Anführer ist Seif Allah Ibn Hussein alias Abu Ayadh al-Tunisi, der u. a. die terroristische und an der Ermordung Ahmad Schah Massouds beteiligte Organisation Groupe Combattant Tunisien (Tunesische Kampfgruppe, GCT) mitbegründet und im Krieg in Afghanistan gegen die Vereinigten Staaten gekämpft hatte. Al-Tunis war von 2003 bis zur Revolution inhaftiert gewesen. Er hält sich seit Ausstellung eines Haftbefehls im Zusammenhang mit dem Angriff auf die amerikanische Botschaft in Tunis am 14. September 2012, bei dem vier Menschen ums Leben kamen, versteckt.
Ansar al-Scharia ist vor allem für ihre missionarischen und sehr populären karitativen Aktivitäten in den Armenvierteln des Landes bekannt. Die Organisation stimmt ideologisch mit al-Qaida überein und tritt für die Einführung der Scharia in ganz Tunesien ein. Außerdem setzt sie sich für die Geschlechtertrennung ein. Mitglieder und Unterstützer hielten Proteste gegen als unislamisch bewertete Kunstausstellungen ab, und organisierten Kampagnen gegen Blasphemie, gegen regimenahe Imame und zur Unterstützung tunesischer Gefangener in irakischen Gefängnissen. Demokratie wird von Ansar al-Scharia abgelehnt.
Auf der von bis zu fünftausend Menschen besuchten, zweiten jährlichen Konferenz in Qairawān im Mai 2012 forderte Abu Ayadh die Abschaffung von Wucher und die Schaffung einer islamischen Gewerkschaft.
Nach dem Angriff auf die amerikanische Botschaft in Tunis am 14. September 2012 wurden 144 Menschen verhaftet, darunter zwei hochrangige Mitglieder von Ansar al-Scharia. Die Mitglieder einer im Dezember 2012 von der tunesischen Regierung zerschlagenen Zelle von al-Qaida im Islamischen Maghreb (AQIM) stellten sich alle als aktive Mitglieder von Ansar al-Scharia heraus.
Im Mai 2013 wurde der jährliche Kongress von Ansar al-Scharia von der tunesischen Regierung wegen Anstiftung zur Gewalt gegen staatliche Institutionen und Darstellung einer Gefahr für die öffentliche Sicherheit verboten. Die Jugendbewegung von Ansar al-Scharia bestreitet diese Anschuldigungen und behauptet, Ansar al-Scharia sei eine gewaltfreie Bewegung.
Im August 2013 wurde Ansar al-Scharia von der tunesischen Regierung als terroristische Organisation klassifiziert. Premierminister Ali Larajedh beschuldigte die Gruppe, hinter den Morden an Chokri Belaïd und Mohamed Brahmi zu stehen und eine bewaffnete dschihadistische Zelle in der Grenzregion zu Algerien zu unterstützen. Zudem stehe Ansar al-Scharia im Kontakt mit AQIM.